# Lea Pericoli

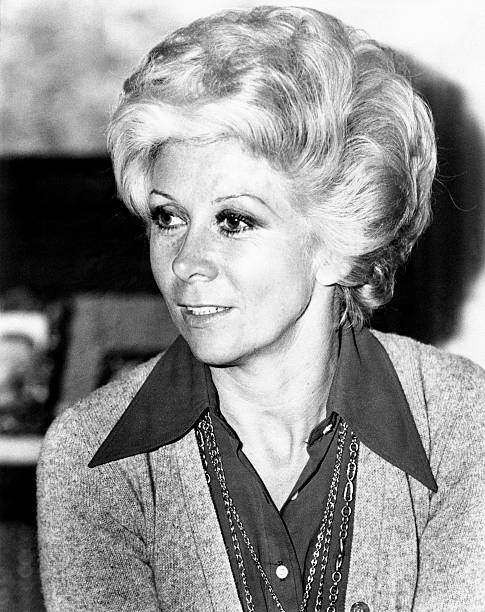
Lea Pericoli, 1974

Lea Pericoli (geb. 22. März 1935 in Mailand; gest. 4. Oktober 2024) war eine italienische Tennisspielerin und Stil-Ikone.

## Leben
Pericoli zog 1937 im Alter von zwei Jahren mit ihrer Mutter nach Addis Abeba, wo ihr Vater Filippo Pericoli seit der italienischen Besetzung der Stadt im Zuge des faschistischen Überfalls auf Abessinien als Unternehmer tätig war. Nach dem italienischen Eintritt in den Zweiten Weltkrieg 1940 geriet ihr Vater während des Ostafrikafeldzuges in britische Gefangenschaft, aus der er auf Intervention des Negus Haile Selassie befreit wurde. In der Folge schickte ihr Vater sie auf ein Internat in das britische Nairobi.
Dort entwickelte Lea Pericoli ihre Leidenschaft für das Tennisspiel weiter. Mit 17 Jahren entschied sie sich, Tennis als Karriere zu verfolgen, nachdem sie im Urlaub in der Versilia ihr Potenzial erkannt hatte.
Sie überwand zweimal Krebs: einen Gebärmutterkarzinom im Jahr 1973 und Brustkrebs im Jahr 2012. Sie verstarb 2024 im Alter von 89 Jahren.

## Wirken
Pericoli war von 1959 bis 1976 über 14 Jahre hinweg die Nummer eins im italienischen Tennis. Sie gewann insgesamt 27 nationale Titel in Einzel, Doppel und gemischten Doppel. Für die italienische Nationalmannschaft bestritt sie 29 Begegnungen mit acht Siegen im Einzel und sechs im Doppel.
Bei Grand-Slam-Turnieren erreichte sie viermal das Achtelfinale der French Open (1955, 1960, 1964 und 1971) und dreimal das Achtelfinale von Wimbledon (1965, 1967 und 1970). Bei den Internazionali d’Italia stand sie 1967 im Halbfinale und erreichte mehrfach die Viertel- und Achtelfinale. Im Doppel spielte sie fünf Finale an der Seite Silvana Lazzarinos.
Sie war für ihre avantgardistische Tennisbekleidung bekannt, die mit Federn, Pelz und Spitze verziert war, und galt als Stil-Ikone. In einer konservativen Ära revolutionierte sie die Mode auf dem Tennisplatz. Sie sagte einmal: „Wer versucht, ein Champion zu werden, kämpft einen ständigen Krieg: Es ist ein sehr lehrreicher Sport, der mir viel beigebracht hat.“
Nach ihrer aktiven Karriere wurde sie Tenniskommentatorin und Fernsehmoderatorin. Sie wurde von vielen in der Tenniswelt geschätzt, darunter Jannik Sinner, Rafael Nadal, Flavia Pennetta und Nicola Pietrangeli.

## Veröffentlichungen
- Questa bellissima vita. La Sorgente, Mailand 1976.
- mit Nicola Pietrangeli: C’era una volta il tennis: dolce vita, vittorie e sconfitte. Rizzoli, Mailand 2007, ISBN 978-88-17-01669-8.
- Maldafrica: i ricordi della mia vita. Marsilio, Venedig 2009, ISBN 978-88-317-9889-1.
- L’angelo capovolto. Rai Eri, Rom 2011, ISBN 978-88-397-1555-5.